# 奥他莫辛
奥他莫辛（商品名：Ximaol、Nimaol，化学名：2-辛肼，2-octylhydrazine）是一种含氮有机化合物，分子式C8H20N2，属于聯氨类单胺氧化酶抑制剂，能用作抗抑郁药，但已不再销售。